# Куперен, Франсуа
Франсуа́ Купере́н (фр. François Couperin; 10 ноября 1668, Париж — 11 сентября 1733, там же) — французский композитор, органист и клавесинист. Один из наиболее значительных представителей французской музыкальной династии Куперенов.

## Биография
Музыкой начал заниматься под руководством отца, Шарля Куперена, и после его смерти занял место органиста в парижской церкви Сен-Жерве. Достигнув больших успехов, Куперен несколько лет спустя получил место придворного органиста, а ещё через некоторое время — также придворного клавесиниста.
В 1693—1695 году вместе с другими музыкантами придворной Королевской капеллы судился с Менестрандизой за право преподавания музыки без вступления в эту старинную корпорацию.
В 1730 году вышел в отставку, передав своё место дочери, Маргарите-Антуанетте.

## Творчество
Основные сочинения Куперена написаны для клавесина — более 250 пьес различного характера, которым автор давал привлекательные программные заголовки, например, «Таинственные баррикады» (Les barricades mystérieuses), «Тростники» (Les lis naissans), «Жнецы» (Les moissonneurs), «Маленькие ветряные мельницы» (Les petits moulins à vent), «Жалобы малиновки» (Les fauvetes plaintives), «Бабочки» (Les papillons); перевод многих программных заголовков на русский язык не стабилизирован. По характеру клавесинные пьесы Куперена — салонная развлекательная музыка, по жанру — преимущественно стилизации популярных светских танцев (аллеманда, куранта, сарабанда, гавот, жига и другие). 
Отдельные пьесы Куперен объединял в «сюиты» (ordres), а отдельные сюиты — в «книги» (livres). Всего были напечатаны 4 такие книги (1713, 1717, 1722, 1730), охватывающие 27 сюит. 
Клавесинные пьесы Куперена ещё при жизни автора получили огромную известность не только во Франции, но и за границей. За выдающееся исполнительское и композиторское мастерство современники называли его «Куперен великий» («Couperin le Grand»).
Среди сочинений Куперена для инструментального ансамбля — «Королевские концерты» (Les concerts royaux, 1714; пронумерованы как № 1-4) и «Новые концерты» (Nouveaux concerts or les goûts réunis; 1724; пронумерованы как № 5-14), «Апофеоз Люлли» (1725). Куперен писал также церковную музыку, в том числе ему принадлежат две органные мессы и три «Тёмные утрени» (Leçons de ténèbres).
Куперен также является автором учебного пособия «Искусство игры на клавесине» (L'art de toucher le clavecin, 1716; 2-я редакция 1717), в которое включил 9 своих музыкальных пьес: 8 прелюдий и одну аллеманду. Хотя все прелюдии последовательно тактированы, Куперен в Послесловии (p.60) объясняет, что тактирование сделано в учебных целях, как дань традиции, и что исполнять их следует «свободно» (т.е. на манер неметризованных).

## Сочинения (выборка)

### Сюиты для клавесина
- Сюита № 1 g-moll
- Сюита № 2 d-moll
- Сюита № 3 c-moll
- Сюита № 4 F-dur
- Сюита № 5 A-dur
- Сюита № 6 B-dur
- Сюита № 7 G-dur
- Сюита № 8 h-moll
- Сюита № 9 A-dur
- Сюита № 10 D-dur
- Сюита № 11 C-dur
- Сюита № 12 E-dur
- Сюита № 13 h-moll
- Сюита № 14 D-dur
- Сюита № 15 A-dur
- Сюита № 16 G-dur
- Сюита № 17 e-moll
- Сюита № 18 F-dur
- Сюита № 19 D-dur
- Сюита № 20 G-dur
- Сюита № 21 e-moll
- Сюита № 22 D-dur
- Сюита № 23 F-dur
- Сюита № 24 A-dur
- Сюита № 25 Es-dur
- Сюита № 26 fis-moll
- Сюита № 27 h-moll

### Камерная музыка
Королевские концерты (Les concerts royaux, 1714)
- Концерт № 1 G-dur
- Концерт № 2 D-dur
- Концерт № 3 A-dur
- Концерт № 4 e-moll

Новые концерты (Nouveaux concerts, ou Les goûts réunis, 1724)
- Концерт № 5 F-dur
- Концерт № 6 B-dur
- Концерт № 7 g-moll
- Концерт № 8 G-dur “Dans le goût théâtral”
- Концерт № 9 E-dur “Il ritratto dell’amore”
- Концерт № 10 a-moll
- Концерт № 11 c-moll
- Концерт № 12 A-dur
- Концерт № 13 G-dur
- Концерт № 14 d-moll

## Избранная дискография
- L’oeuvre intégrale pour orgue (полное собрание сочинений для органа) // Марина Чебуркина (2005, два CD).